# Kissin Time
Kissin Time è un album in studio della cantante britannica Marianne Faithfull, pubblicato nel 2002.

## Tracce
1. Sex with Strangers (Marianne Faithfull, Beck) – 4:21 - featuring Beck
2. The Pleasure Song (Marianne Faithfull, Étienne Daho, Edith Fambuena, Jean Louis Pierot) – 4:15
3. Like Being Born (Marianne Faithfull, Beck) – 3:51 - featuring Beck & Jon Brion
4. I'm on Fire (Marianne Faithfull, Billy Corgan) – 5:11 - featuring Billy Corgan
5. Wherever I Go (Billy Corgan) – 4:27  - featuring Billy Corgan
6. Song for Nico (Marianne Faithfull, Dave Stewart) – 3:59 - featuring Dave Stewart
7. Sliding Through Life on Charm (Marianne Faithfull, Pulp) – 4:00 - featuring Pulp
8. Love & Money (Marianne Faithfull, David Courts) – 2:17
9. Nobody's Fault (Beck) – 6:28 - featuring Beck
10. Kissin Time (Marianne Faithfull, Blur) – 5:39 - featuring Blur
11. Something Good (Carole King, Gerry Goffin) – 3:24 - featuring Billy Corgan